# Stoney (taal)
Stoney is een indiaanse taal van de Siouxtaalfamilie, die gesproken wordt door de Stoney. De taal wordt nog door zo'n 3000 mensen gespreken. Veel taalkundigen beschouwen Stoney en het nauw verwante Assiniboine als dialecten van eenzelfde taal. Ze zijn echter niet onderling verstaanbaar. Behalve aan Assiniboine is Stoney ook nauw verwant aan Sioux.